# غازوروس (سيرري)
غازوروس (Γάζωρος) هي مدينة في سيرري في مقاطعة فوريا إلادا في اليونان.
يبلغ عدد سكانها حوالي 1537 نسمة.